# Jean-Claude Mézières

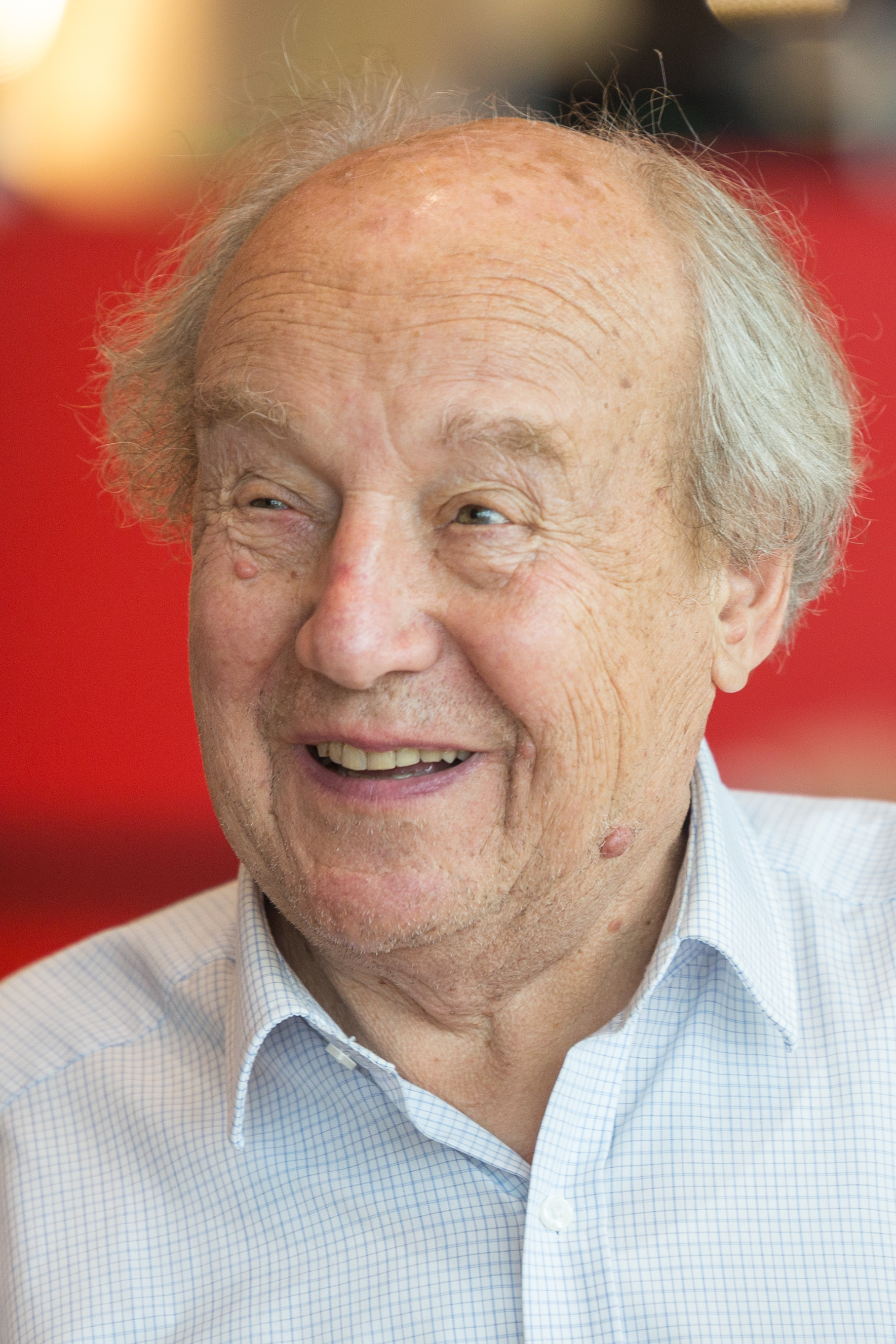
Jean-Claude Mézières (2017)

Jean-Claude Mézières (* 23. September 1938 in Paris; † 23. Januar 2022) war ein französischer Künstler und Comiczeichner. Populär wurde Mézières durch seine Comicserie Valerian & Veronique, für die er 1984 mit dem Großen Preis des Festivals in Angoulême („Prix Alfred“) geehrt wurde.

## Leben
Während des Zweiten Weltkriegs traf er das erste Mal auf den Nachbarsjungen und seinen zukünftigen Partner Pierre Christin in einem Luftschutzbunker. Mézières besuchte ab 1953 das Institut des Arts Appliqués, wo er Jean Giraud kennenlernte. Mézières und Giraud waren bis zu dessen Tod eng befreundet. Schon während seines Studiums zeichnete er für verschiedene französische und belgische Comic-Magazine, erstmals 1955 für Coeurs Vaillant, in Folge auch für Spirou. Nach seiner Dienstzeit beim französischen Militär wurde er zunächst Berufskünstler und nahm Auftragsarbeiten an, doch schon 1965 zog er in die USA, um dort in Montana und in Arizona eine Zeit lang als Cowboy zu arbeiten. Unfähig, aus eigener Kraft das Geld für die Rückreise nach Frankreich zusammenzubekommen, nahm Mézières Kontakt zu seinem alten Freund Christin auf, welcher seinerzeit in Salt Lake City, Utah, Französisch unterrichtete. Die erste Zusammenarbeit des Duos Mézières/Christin waren zwei kurze Geschichten: Le Rhum du Punch und Comment réussir en affaires en se donnant un mal fou! wurden 1966 im Magazin Pilote veröffentlicht, das Honorar reichte für das Ticket nach Hause.
Im folgenden Jahr kreierten Mézières und Christin gemeinsam die Science-Fiction Serie Valérian (deutsch: Valerian & Veronique) ebenfalls für Pilote. 23 Alben sind bisher von dieser erfolgreichen fortlaufenden Geschichte veröffentlicht worden. Laut Le Figaro hat das Duo Mézières/Christin mit seinen Arbeiten das Image der Science-Fiction im französischen Comic der 1960er-Jahre völlig neu geprägt. 2017 verfilmte Luc Besson die Comicreihe unter dem Titel Valérian et la Cité des mille planètes (deutsch: Valerian – Die Stadt der Tausend Planeten). „All dies ist von einem süffisanten Unernst durchzogen, passend zum surrealen Spirit der Comicvorlage“, schrieb Der Tagesspiegel zum Kinostart.
Bereits für den Film Das fünfte Element entwickelte Jean-Claude Mézières zusammen mit Jean Giraud das Design.
2018 erhielt Mézières den Sonderpreis für ein herausragendes Lebenswerk des Max-und-Moritz-Preises.

## Veröffentlichungen (Auswahl)
- Mézi avant Mézières. Pepperland, Brüssel, 1981.

- mit Pierre Christin: Lady Polaris. Autrement, Paris, 1987, Neuausgabe Castermann, Brüssel und Paris, 2008, ISBN 978-2-203-00944-8.
- Les Extras de Mézières. Dargaud, Paris, 1995.
- mit Pierre Christin: Adieu rêve américain. Dargaud, Paris, 2002.